# Solo covers (Teatro Vorterix)
Sólo Covers! es el cuarto álbum en vivo de Attaque 77, grabado el 27 de julio de 2012 en el Teatro Vorterix. El disco fue editado en CD/DVD.
El disco tiene la característica de ser un disco de versiones, en el que la agrupación develó influencias que van mucho más allá del punk, como en su anterior CD Otras Canciones, estos covers son de Kiss, Sex Pistols, AC/DC, Ramones, The Clash, The Beatles, La Polla Records, Motorhead y bandas argentinas como Sumo, El Otro Yo, Flema, V8 y Billy Bond y La Pesada del Rock and Roll, entre otras.

## Canciones
| #  | Canción                              | Intérprete original y/o compositores      |
| -- | ------------------------------------ | ----------------------------------------- |
| 1  | Canción del adiós                    | El Otro Yo                                |
| 2  | Fotos de lily (Pictures of lily)     | The Who                                   |
| 3  | Nací para perder (Born to lose)      | Johnny Thunders                           |
| 4  | Qué vas                              | Auténticos Decadentes                     |
| 5  | Ace of spades                        | Motörhead                                 |
| 6  | Help!                                | The Beatles                               |
| 7  | New rose                             | The Damned                                |
| 8  | Sick boy                             | Social Distortion                         |
| 9  | Escucha tu corazón (Listen)          | Stiff Little Fingers                      |
| 10 | Callejero                            | Alberto Cortez                            |
| 11 | Pinini Reggae / El ojo blindado      | Sumo                                      |
| 12 | Gente que no                         | Todos Tus Muertos                         |
| 13 | Dancing with myself                  | Billy Idol                                |
| 14 | Real wild child                      | Iggy Pop                                  |
| 15 | Police on my back                    | The Clash                                 |
| 16 | Yo combatí la ley (I fought the law) | The Crickets (Popularizado por The Clash) |
| 17 | Ángeles de las tinieblas             | V8                                        |
| 18 | Tontos                               | Billy Bond y La Pesada del Rock and Roll  |
| 19 | Ellos dicen mierda                   | La Polla Records                          |
| 20 | My hero                              | Foo Fighters                              |
| 21 | Highway to hell                      | AC/DC                                     |
| 22 | Susie Cadillac                       | Riff                                      |
| 23 | Represión                            | Los Violadores                            |
| 24 | Si me ves                            | Cadena Perpetua                           |
| 25 | Más que 10                           | Bulldog                                   |
| 26 | Ya no sos vos                        | Mal Momento                               |
| 27 | Piñas van, piñas vienen              | Dos Minutos                               |
| 28 | Nunca seré Policía                   | Flema                                     |
| 29 | Bye bye baby                         | Ramones                                   |
| 30 | God save the queen                   | Sex Pistols                               |
| 31 | Rock and roll all night              | Kiss                                      |

- Datos: Q10907395